# Malachi Beit-Arié
Malachi Beit-Arié (hebräisch מלאכי בית-אריה; geb. 20. Mai 1937 in Petach Tikwa; gest. 17. Oktober 2023 in Tel Aviv) war ein israelischer Kodikologe und Paläograph.

## Leben
Beit-Arié erwarb 1967 an der Hebräischen Universität Jerusalem bei Gershom Scholem den Doktorgrad in jüdischer Philosophie und Kabbala. Später lehrte er dort als Professor für Kodikologie und Paläographie. 2003 wurde er zum Mitglied der Israelischen Akademie der Wissenschaften gewählt.
Seine Forschungsgebiete waren mittelalterliche hebräische Kodikologie, Paläographie und die Überlieferung hebräischer Texte im Mittelalter.

## Schriften (Auswahl)
- Hebrew codicology. Tentative typology of techn. practices employed in Hebrew dated medieval manuscripts. Jerusalem 1981, ISBN 965-208-029-2.
- Hebrew manuscripts of East and West. Towards a comparative codicology. London 1993, ISBN 0-7123-0306-5.
- The makings of the medieval Hebrew book. Studies in palaeography and codicology. The Hebrew University Magnes Press, Jerusalem 1993, ISBN 965-223-804-X.
- als Herausgeber: Sefer Pitron Torah: A Collection of Midrashim and Interpretations. The Hebrew University Magnes Press, Jerusalem 5767 [1995], ISBN 965-223-305-6 (Faksimile des Manuskriptes des Pitron Tora in der Israelischen Nationalbibliothek).
- Unveiled faces of medieval Hebrew books. The evolution of manuscript production – progression or regression?. Jerusalem 2003, ISBN 965-493-160-5.